# Hóa An
Hóa An is een xã van Biên Hòa, de hoofdstad van de provincie Đồng Nai.